# Alouidane
Alouidane (franska: Alouidane (CR), Alouidane (Commune Rurale), arabiska: المنارة (المقاطعة)) är en kommun i Marocko.   Den ligger i prefekturen Marrakech och regionen Marrakech-Safi, i den centrala delen av landet, 280 km söder om huvudstaden Rabat. Antalet invånare är 20 925.